# 황교익
황교익(黃橋益, 1962년 1월 30일~)은 방송인이자 음식 블로거다.

## 학력
- 마산중앙고등학교
- 중앙대학교 신문방송학 학사

## 경력
- 농민신문 행복의샘 편집팀 팀장
- 농민신문 전원생활 편집팀 팀장
- 농민신문 전국사회부 팀장
- 향토지적재산본부 연구위원실 연구위원

## 방송
- 2015년~2018년 《수요미식회》(tvN)
- 2015년 《1대 100》 도전자(KBS2)
- 2015년 《어쩌다 어른》
- 2016년 《레시피 추리쇼 음식탐정》(KBS2)
- 2017년 《알쓸신잡》(tvN)
- 2017년 《알쓸신잡 2》(tvN)
- 2017년 《맛있는 녀석들》 게스트(코미디 TV)
- 2018년 《우리가 남이가》(tvN)
- 2018년 《식량일기 닭볶음탕 편》(tvN)

## 도서
- 2000년 《맛따라 갈까 보다》(ISBN 8970411569)
- 2002년 《아이와 함께 주말농장 즐기기》(ISBN 8973653660)
- 2008년 《소문난 옛날 맛집》(ISBN 9788925516684)
- 2010년 《미각의 제국》(ISBN 9788996417507)
- 2011년 《한국음식문화 박물지》(ISBN 9788996417552)
- 2011년 《소울푸드》(ISBN 9788997162055)
- 2012년 《황교익의 맛있는 여행》(ISBN 9788992914512)
- 2013년 《서울을 먹다》(ISBN 9788998439019)
- 2015년 《맛 칼럼니스트 황교익의 행복한 맛여행》(ISBN 9788992914826)
- 2016년 《황교익의 맛있는 책! 세트》(ISBN 9788998439248)
- 2021년 《어떻게 먹고살 것인가》(ISBN 9788934987062)

## 논란
1. 떡볶이를 맛없는 음식이라고 발언한 바 있다. "우린 많이 먹게 하는 음식이 맛있는 음식이라는 착각을 가끔 한다. 단맛은 입맛을 당기게 한다. 매운 것은 통각인데, 통각을 잊게 하기 위한 호르몬이 분비된다. 몸에 고통을 줘서 행복 호르몬을 분비시키는 전략인 거다. 계속 먹게 만드니까 떡볶이는 맛없는 음식"이라고 발언했다. 하지만 본인은 떡볶이 광고를 찍은 적 있었다.[1] 또한 떡볶이가 맛 없는 이유를 정치에서 찾는 모습도 보여주었다. "박정희는 쌀 자급률 100%가 평생 과업이었다. '통일벼'로 그 꿈을 이루었고, 국민은 이를 식량자급률 100% 달성으로 착각했다"며 "현재 한국 식량자급률은 에너지 기준으로 40%대. 거의 모든 곡물을 수입하면서 쌀만 남아도는 이상한 일이 벌어졌다"라고 지적했다. 이어 "1990년대 말 국내산 쌀이 남아도는데 외국 쌀을 수입해야 하는 상황이 됐다"며 "김대중·노무현 전 대통령은 대북 지원으로 이 문제를 해결했고, 이명박·박근혜 전 대통령은 대북 지원을 끊어 쌀이 창고에 넘쳐나게 됐다. 이를 처분하고자 쌀 가공식품 산업 육성에 적극 나섰다"라고 말했다.[2]
2. 만능 간장을 사용한 음식은 가축들이나 먹는 사료라고 말하는 한편, 자기 이름을 내건 만능 간장을 팔았다.[3]
3. 스스로 전문가로 자부하면서도 방송 등을 통해 잘못된 정보를 다수 흘려서 전문성에 대한 논란이 일었다. 결국 쌓이고 쌓인 논란들이 터지면서 비난 여론이 형성되었다.[4][5][6]
4. 자신을 비난하는 대중을 도파민에 취한 개미로 비유한 적이 있다. 현재 이 게시물은 삭제된 상태다.[출처 필요]
5. EBS 특강쇼에 출연하여 단맛은 환각파티라고 말하였다. 그러나 황교익 본인은 설탕 비중이 40%가 넘는 매실청을 판매한 바 있다.[7]
6. EBS1 '질문있는특강쇼-빅뱅'에 출연해 단맛 중독 현상에 대한 비평을 하던 중 "텔레비전에서 좀 뚱뚱한 아저씨가 나와서 음식을 하는데 컵으로 설탕을 막 퍼넣는다"고 말해 백종원 저격 및 비하 논란을 일으켰다. 그는 백 대표가 과거 한 예능프로그램에서 설탕을 넣으며 '괜찮아유'라고 말한 것을 흉내 내기도 했다.[8] 황교익의 백종원 저격 논란에 대해, 백종원은 "황교익 평론가에 대해서는 글로만 안다. 음식과 관련해 좋은 글을 많이 썼던 분이다. 그래서 한 음식 프로그램 PD에게도 '내가 좋아하는 분', '존경하는 분'이라고도 했다"며 "그러나 지금은 아닌 것 같다. 좋은 글을 많이 쓰는 음식 평론가인 줄 알았는데 그 펜대 방향이 내게 올 줄을 상상도 못했다"고 부정적으로 평가했다. 그러면서 황교익의 막말에 대해 유명세만 키울 뿐이라며 "맞대응하지 않겠다"고 말했다.[9]
7. 교이쿠상이라는 별명이 있다.[출처 필요][10]